# Tilslutningspligt
Tilslutningspligten betyder at vognmænd i Danmark har pligt til at være tilsluttet et bestillingskontor, såfremt der er mere end 10 taxier i kommunen.
| Erhverv og erhvervsliv | Spire Denne artikel om erhverv, erhvervsliv og arbejdsmarked er en spire som bør udbygges. Du er velkommen til at hjælpe Wikipedia ved at udvide den. |